# Fenland (district)
Fenland is een Engels district in het shire-graafschap (non-metropolitan county OF county) Cambridgeshire. Het bestuurlijke centrum is de plaats March. Fenland heeft een oppervlakte van 546 km² en telt 101.000 inwoners.
Het district ligt in het vlakke, moerasachtige en agrarische gebied The Fens, waarnaar het ook vernoemd is.
Van de bevolking is 19,1% ouder dan 65 jaar. De werkloosheid bedraagt 2,7% van de beroepsbevolking (cijfers volkstelling 2001).

## Civil parishesin district Fenland
Benwick, Chatteris, Christchurch, Doddington, Elm, Gorefield, Leverington, Manea, March, Newton, Parson Drove, Tydd St. Giles, Whittlesey, Wimblington, Wisbech, Wisbech St. Mary.